# FIFA Confederations Cup 2013
La FIFA Confederations Cup 2013 (in portoghese: Copa das Confederações FIFA 2013) è stata la 9ª edizione della Coppa delle confederazioni organizzata dalla FIFA. Si è svolta in Brasile dal 15 al 30 giugno 2013 ed è stata un'anticipazione del campionato mondiale di calcio 2014. La mascotte, usata anche per il Mondiale 2014, è stata Fuleco, un armadillo brasiliano che, in situazioni di pericolo, si richiude a forma di palla.
È stata la prima competizione per nazionali maggiori a sperimentare l'uso della goal-line technology per gli episodi di gol fantasma, dopo che la FIFA ha approvato il sistema sviluppato dall'azienda tedesca GoalControl.
La coppa è stata vinta dal Brasile, che ha sconfitto in finale la Spagna per 3-0 e ha centrato così la sua quarta affermazione nella competizione, la terza consecutiva dopo quelle del 2005 e del 2009.

## Sede e stadi
La scelta del Brasile come sede ospitante della FIFA Confederations Cup 2013 è avvenuta, come prassi, in base all'assegnazione della sede del campionato mondiale dell'anno successivo, che, di diritto, ha facoltà di organizzare il trofeo dell'anno prima. Il Brasile è stato scelto il 30 ottobre 2007 come sede del Mondiale 2014 e quindi della Confederations Cup 2013.
Sei città sono state selezionate come possibili ospitanti: la decisione finale sulle città che avrebbero ospitato la Confederations Cup del 2013 (potevano essere da quattro a sei) è stata presa durante l'incontro di metà novembre 2012, nel quale sono state confermate tutte e sei.
| Belo Horizonte Brasilia Fortaleza Recife Rio de Janeiro Salvador | Belo Horizonte            | Recife                      | Brasilia                        |
| ---------------------------------------------------------------- | ------------------------- | --------------------------- | ------------------------------- |
| Belo Horizonte Brasilia Fortaleza Recife Rio de Janeiro Salvador | Mineirão                  | Itaipava Arena Pernambuco   | Stadio nazionale Mané Garrincha |
| Belo Horizonte Brasilia Fortaleza Recife Rio de Janeiro Salvador | 34°32′43″S 58°26′58″W     | 34°38′07.35″S 58°31′14.56″W | 31°22′08.24″S 64°14′46.48″W     |
| Belo Horizonte Brasilia Fortaleza Recife Rio de Janeiro Salvador | Capienza: 62547           | Capienza: 44248             | Capienza: 68009                 |
| Belo Horizonte Brasilia Fortaleza Recife Rio de Janeiro Salvador |                           |                             |                                 |
| Belo Horizonte Brasilia Fortaleza Recife Rio de Janeiro Salvador | Rio de Janeiro            | Fortaleza                   | Salvador                        |
| Belo Horizonte Brasilia Fortaleza Recife Rio de Janeiro Salvador | Maracanã                  | Castelão                    | Itaipava Arena Fonte Nova       |
| Belo Horizonte Brasilia Fortaleza Recife Rio de Janeiro Salvador | 38°01′04.6″S 57°34′56.4″W | 32°54′50.39″S 60°40′28.44″W | 32°53′22.43″S 68°52′47.98″W     |
| Belo Horizonte Brasilia Fortaleza Recife Rio de Janeiro Salvador | Capienza: 76804           | Capienza: 64846             | Capienza: 48747                 |
| Belo Horizonte Brasilia Fortaleza Recife Rio de Janeiro Salvador |                           |                             |                                 |

## Formula
Partecipano le squadre nazionali laureatesi campionesse nei tornei delle rispettive confederazioni (la Spagna, campione UEFA; l'Uruguay, campione CONMEBOL; il Giappone, campione AFC; il Messico, campione della CONCACAF; Tahiti, campione OFC; la Nigeria, campione CAF), la nazionale campione del mondo (la Spagna), la nazionale della sede organizzatrice (il Brasile). In quest'edizione, poiché la nazionale spagnola era campione in carica sia del campionato mondiale sia di quello europeo, è stata ammessa al torneo l'Italia, in virtù del secondo posto ottenuto ai campionati Europei 2012 (dietro, appunto, alla Spagna).
Le otto contendenti sono state suddivise in due gironi all'italiana di quattro squadre ciascuno; le squadre appartenenti alla stessa federazione, in questo caso Brasile e Uruguay (CONMEBOL) e Italia e Spagna (UEFA) non potevano essere sorteggiate nello stesso gruppo e quindi affrontarsi nel primo turno. Lo stesso discorso vale per le due teste di serie, Brasile (in qualità di Paese ospitante) e Spagna (campione del mondo), di conseguenza l'Italia è stata immediatamente assegnata al gruppo A (quello del Brasile) e l'Uruguay al gruppo B (quello della Spagna). Le prime due classificate di ogni raggruppamento si qualificano per le semifinali, in maniera incrociata (la prima del gruppo A con la seconda del B e viceversa).

## Squadre partecipanti
| Pr. | Squadra  | Data di qualificazione certa | Confederazione | Partecipante in quanto                              | Partecipazioni precedenti al torneo    |
| --- | -------- | ---------------------------- | -------------- | --------------------------------------------------- | -------------------------------------- |
| 1   | Brasile  | 30 ottobre 2007              | CONMEBOL       | Nazione organizzatrice                              | 6 (1997, 1999, 2001, 2003, 2005, 2009) |
| 2   | Spagna   | 11 luglio 2010               | UEFA           | Vincitrice del Campionato mondiale di calcio 2010   | 1 (2009)                               |
| 3   | Giappone | 29 gennaio 2011              | AFC            | Vincitrice della Coppa d'Asia 2011                  | 3 (2001, 2003, 2005)                   |
| 4   | Messico  | 25 giugno 2011               | CONCACAF       | Vincitrice della CONCACAF Gold Cup 2011             | 4 (1995, 1999, 2001, 2005)             |
| 5   | Uruguay  | 24 luglio 2011               | CONMEBOL       | Vincitrice della Copa América 2011                  | 1 (1997)                               |
| 6   | Tahiti   | 10 giugno 2012               | OFC            | Vincitrice della Coppa delle nazioni oceaniane 2012 | -                                      |
| 7   | Italia   | 28 giugno 2012               | UEFA           | Finalista del Campionato europeo di calcio 2012     | 1 (2009)                               |
| 8   | Nigeria  | 10 febbraio 2013             | CAF            | Vincitrice della Coppa delle nazioni africane 2013  | 1 (1995)                               |

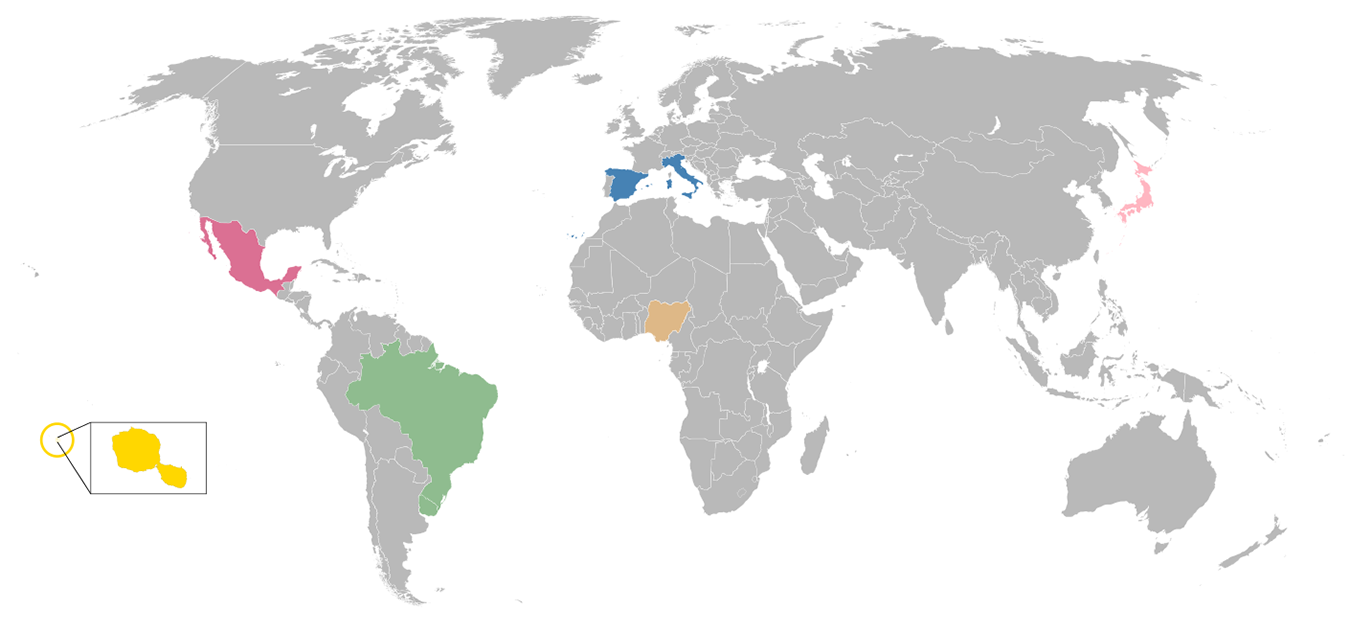
Le nazioni qualificate alla Confederations Cup 2013

Nota bene: nella sezione "partecipazioni precedenti al torneo", le date in grassetto indicano che la nazione ha vinto quella edizione del torneo, mentre le date in corsivo indicano la nazione ospitante.

## Direttori di gara

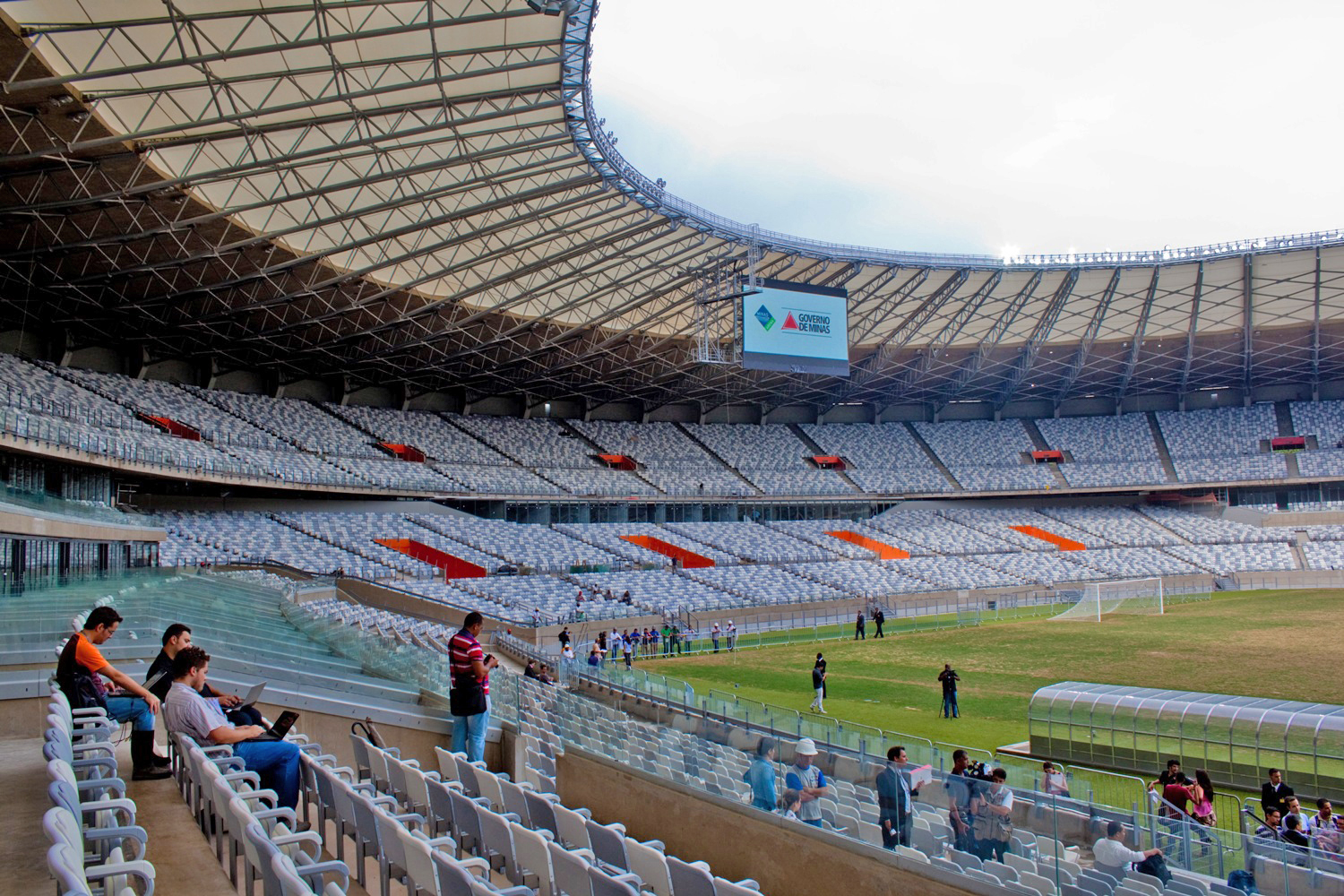
Vista interna dello stadio di Belo Horizonte

| Confederazione | Arbitro          | Assistente             | Assistente         |
| -------------- | ---------------- | ---------------------- | ------------------ |
| AFC            | Ravshan Irmatov  | Abdukhamidullo Rasulov | Bakhadyr Kochkarov |
| AFC            | Yūichi Nishimura | Toru Sagara            | Toshiyuki Nagi     |
| CAF            | Djamel Haimoudi  | Redouane Achik         | Abdelhak Etchiali  |
| CONCACAF       | Joel Aguilar     | William Torres         | Juan Zumba         |
| CONMEBOL       | Diego Abal       | Hernán Maidana         | Juan Pablo Belatti |
| CONMEBOL       | Enrique Osses    | Carlos Astroza         | Sergio Román       |
| UEFA           | Felix Brych      | Mark Borsch            | Stefan Lupp        |
| UEFA           | Björn Kuipers    | Sander van Roekel      | Erwin Zeinstra     |
| UEFA           | Pedro Proença    | Bertino Miranda        | Tiago Trigo        |
| UEFA           | Howard Webb      | Michael Mullarkey      | Darren Cann        |

## Sorteggio
Il sorteggio è avvenuto sabato 1º dicembre 2012 presso il centro congressi Anhembi di San Paolo.
La Spagna (campione del mondo in carica), il Brasile (Paese ospitante), l'Italia (finalista agli ultimi Europei vinti dalla Spagna) e l'Uruguay (vincitore della Coppa America) sono state dunque le teste di serie del sorteggio della Confederations Cup 2013. Come da regolamento, Jérome Valcke, segretario generale della FIFA (accompagnato nel sorteggio dallo chef Alex Atala e dalla modella Adriana Lima), aveva precisato che gli italiani non sarebbero potuti essere sorteggiati nello stesso girone della nazionale spagnola e che gli uruguagi non avrebbero potuto affrontare nella prima fase la nazionale brasiliana. L'Italia sarebbe stata quindi inserita nel girone del Brasile, la Spagna in quello dell'Uruguay. Tuttavia durante il sorteggio fu commesso un grave errore, infatti furono estratti Brasile e Uruguay nel gruppo 1, invece la Spagna e l'Italia finirono nel gruppo 2, infrangendo dunque questa importante regola.
L'esito del sorteggio è stato quindi il seguente:
- Gruppo A: Brasile, Giappone, Messico, Italia.
- Gruppo B: Spagna, Tahiti, Uruguay, Nigeria.[6]

## Avvenimenti

### Fase a gironi
La prima fase del torneo non riserva sorprese: il Brasile vince a punteggio pieno il suo girone sconfiggendo, in ordine, Giappone, Messico e Italia. La squadra di Cesare Prandelli accede alle semifinali con il secondo posto, avendo ottenuto sei punti (frutto delle vittorie contro il Messico all'esordio e contro il Giappone, in rimonta, nel successivo incontro). Nell'incontro restante, il Messico ha la meglio sul Giappone.
Anche il girone B viene vinto a punteggio pieno, dalla Spagna: insieme ai campioni d'Europa e del mondo in carica, si qualifica l'Uruguay (sconfitto per 2-1 dagli iberici nella prima gara). Vengono invece eliminate la Nigeria e la matricola Tahiti, che incassa tre pesanti goleade: 6-1 dai campioni d'Africa, 10-0 dalla Spagna (risultato che costituisce un primato, a livello di Nazionali maggiori, per le competizioni patrocinate dalla FIFA) e 8-0 dall'Uruguay. Da parte loro, gli uruguagi la spuntano sui nigeriani e passano da secondi.

### Semifinali e finali
Nella prima semifinale, a Belo Horizonte, i padroni di casa hanno ragione sull'Uruguay per 2-1: al 14', con il punteggio ancora fermo sullo 0-0, Forlán si fa parare un rigore dall'ex compagno di squadra Júlio César. L'altro incontro, disputato il giorno seguente a Fortaleza, premia la Spagna che supera l'Italia ai rigori dopo che in 120' nessuna delle due squadre era riuscita a segnare.
Il torneo si chiude domenica 30 giugno, con la disputa delle finali. Nell'incontro valido per il 3º e 4º posto, tra Italia e Uruguay, gli azzurri vanno in vantaggio per due volte venendo ripresi da una doppietta di Edinson Cavani: la parità resiste anche nei supplementari, che l'Italia chiude in dieci per l'espulsione di Montolivo. La lotteria del dischetto premia, stavolta, i vicecampioni d'Europa grazie a Buffon che neutralizza tre dei cinque tentativi avversari (gli unici a realizzare i propri tiri sono Suàrez e lo stesso Cavani).
La coppa viene vinta dal Brasile, che nella finalissima si impone per 3-0 sulla Spagna con la doppietta del capocannoniere Fred e la rete di Neymar (in apertura di ripresa, Sergio Ramos fallisce un rigore per le "Furie Rosse"). Per la selezione sudamericana si tratta del terzo successo consecutivo nella manifestazione, e del quarto complessivo.

## Risultati

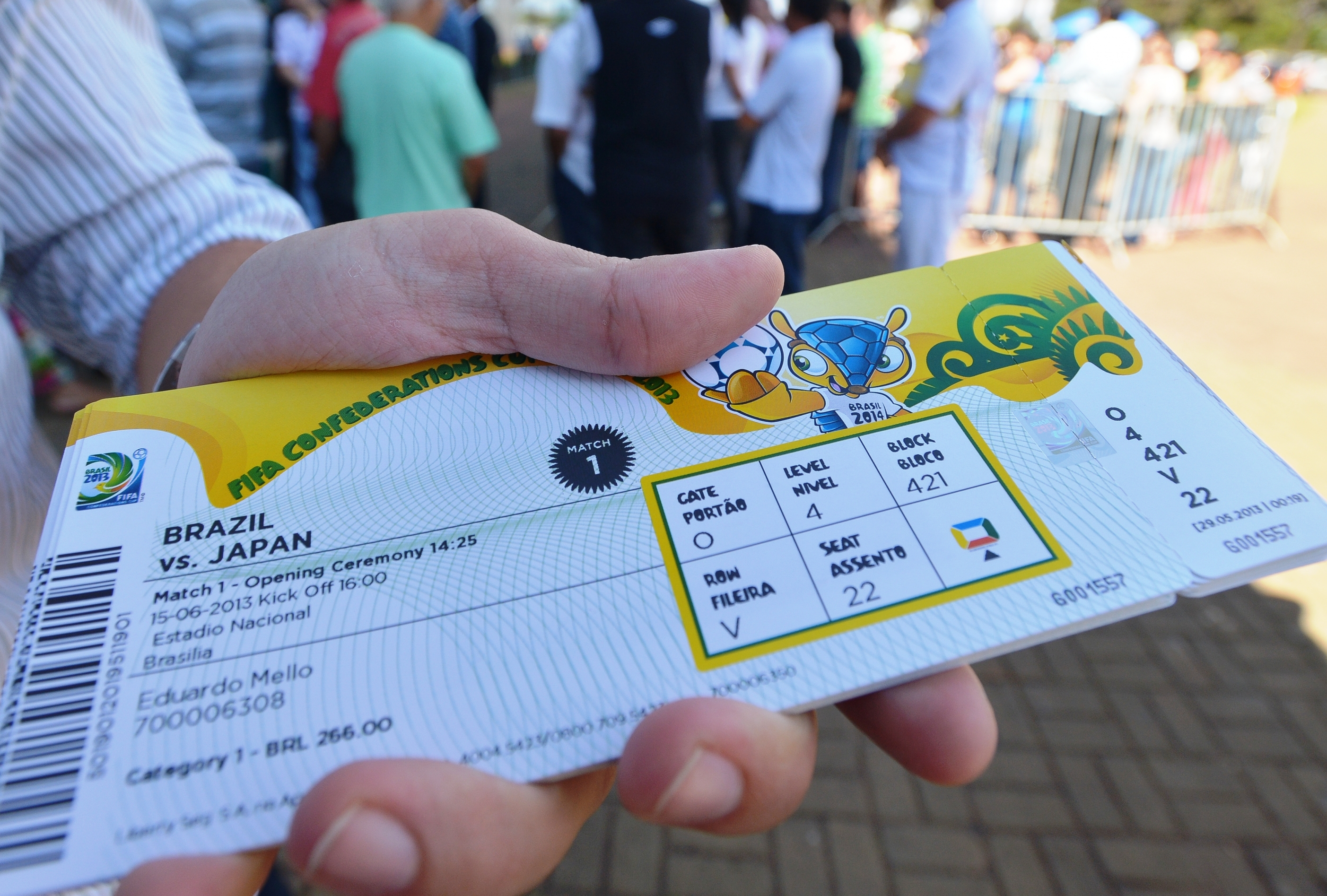
Biglietti per la partita d'apertura (Brasile-Giappone) della Confederations Cup 2013, a Brasilia

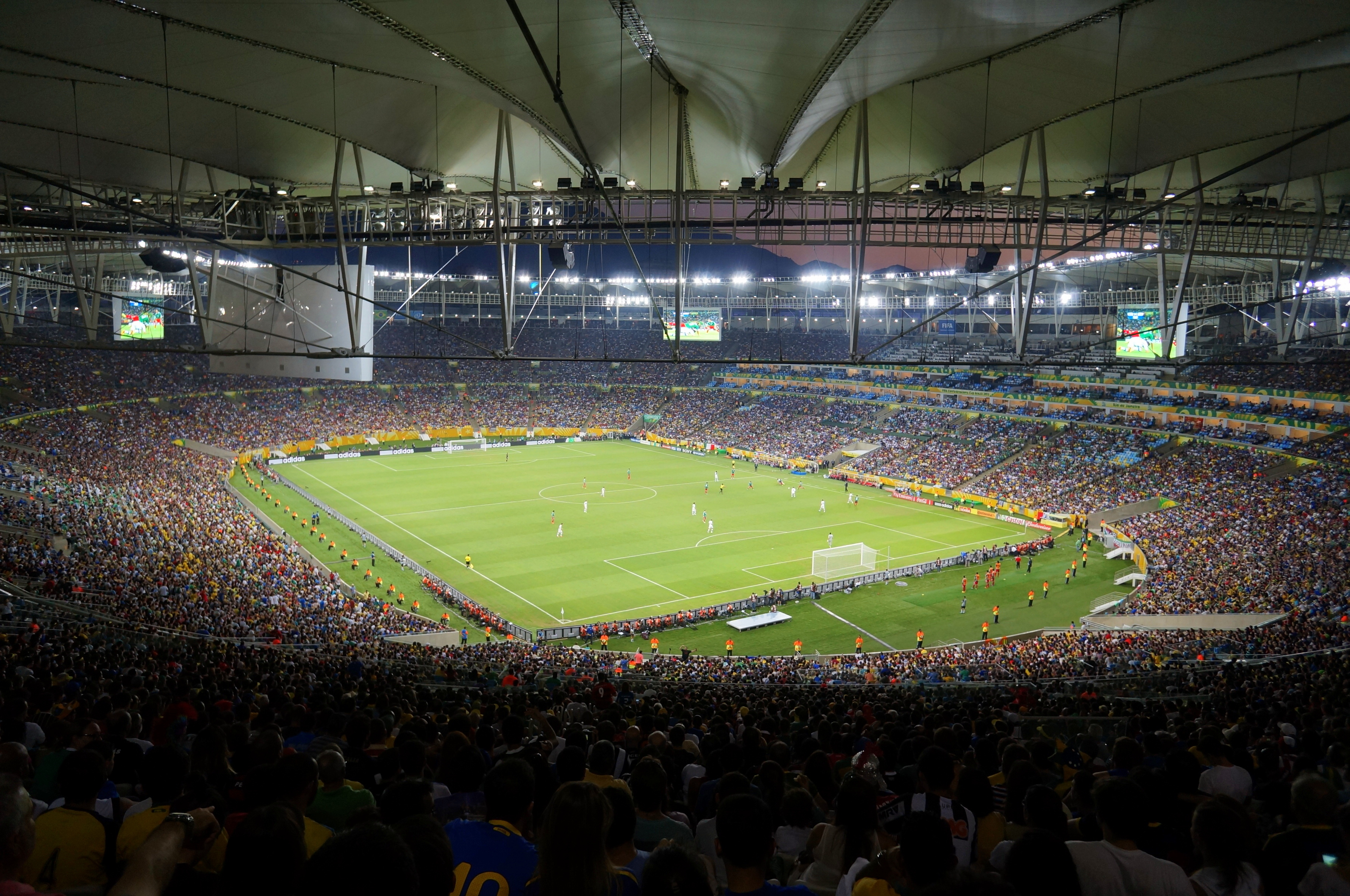
Il Maracanã durante la partita tra Messico e Italia

Il programma ufficiale è stato presentato a Rio de Janeiro il 30 maggio 2012.
Le vincitrici dei due gironi e le seconde classificate partecipano alle semifinali.
La classifica di un girone è determinata in base a:
1. punti ottenuti nelle gare;
2. differenza reti generale;
3. maggior numero di gol segnati.

Se due o più squadre si ritrovano in una situazione di parità in classifica, si tiene conto dei seguenti criteri:
1. punti ottenuti nello scontro diretto (classifica avulsa);
2. differenza reti dello scontro diretto;
3. maggior numero di gol segnati nello scontro diretto;
4. sorteggio del Comitato Organizzatore FIFA.

### Fase a gironi

#### Gruppo A

##### Classifica
| Pos. | Squadra  | Pt | G | V | N | P | GF | GS | DR |
| ---- | -------- | -- | - | - | - | - | -- | -- | -- |
| 1.   | Brasile  | 9  | 3 | 3 | 0 | 0 | 9  | 2  | +7 |
| 2.   | Italia   | 6  | 3 | 2 | 0 | 1 | 8  | 8  | 0  |
| 3.   | Messico  | 3  | 3 | 1 | 0 | 2 | 3  | 5  | −2 |
| 4.   | Giappone | 0  | 3 | 0 | 0 | 3 | 4  | 9  | −5 |

##### Risultati
Tutti gli orari sono indicati nell'ora ufficiale di Brasilia (UTC-03:00). La data, l'orario e lo stadio fanno a capo a questa fonte Archiviato il 25 aprile 2014 in Internet Archive.
| Arbitro: | Pedro Proença |

|                                  |           |  |
| Neymar 3’ Paulinho 48’ Jô 90'+3’ | Marcatori |  |

| Arbitro: | Enrique Osses |

|                      |           |                         |
| Hernández 34’ (rig.) | Marcatori | 27’ Pirlo 78’ Balotelli |

| Arbitro: | Howard Webb |

|                    |           |  |
| Neymar 9’ Jô 90+3’ | Marcatori |  |

| Arbitro: | Diego Abal |

|                                                                  |           |                                         |
| De Rossi 41’ Uchida 50’ (aut.) Balotelli 52’ (rig.) Giovinco 86’ | Marcatori | 21’ (rig.) Honda 33’ Kagawa 69’ Okazaki |

| Arbitro: | Felix Brych |

|             |           |                    |
| Okazaki 86’ | Marcatori | 54’, 66’ Hernández |

| Arbitro: | Ravshan Irmatov |

|                               |           |                                      |
| Giaccherini 51’ Chiellini 71’ | Marcatori | 45+1’ Dante 55’ Neymar 66’, 89’ Fred |

#### Gruppo B

##### Classifica
| Pos. | Squadra | Pt | G | V | N | P | GF | GS | DR  |
| ---- | ------- | -- | - | - | - | - | -- | -- | --- |
| 1.   | Spagna  | 9  | 3 | 3 | 0 | 0 | 15 | 1  | +14 |
| 2.   | Uruguay | 6  | 3 | 2 | 0 | 1 | 11 | 3  | +8  |
| 3.   | Nigeria | 3  | 3 | 1 | 0 | 2 | 7  | 6  | +1  |
| 4.   | Tahiti  | 0  | 3 | 0 | 0 | 3 | 1  | 24 | −23 |

##### Risultati
| Arbitro: | Yūichi Nishimura |

|                       |           |            |
| Pedro 20’ Soldado 32’ | Marcatori | 88’ Suárez |

| Arbitro: | Joel Aguilar |

|              |           |                                                                           |
| J. Tehau 54’ | Marcatori | 5’ (aut.) Vallar 10’, 26’, 76’ Oduamadi 69’ (aut.) J. Tehau 80’ Echiéjilé |

| Arbitro: | Djamel Haimoudi |

|                                                                      |           |  |
| Torres 5’, 33’, 57’, 78’ Silva 31’, 89’ Villa 39’, 49’, 64’ Mata 66’ | Marcatori |  |

| Arbitro: | Björn Kuipers |

|           |           |                       |
| Mikel 37’ | Marcatori | 19’ Lugano 51’ Forlán |

| Arbitro: | Joel Aguilar |

|  |           |                         |
|  | Marcatori | 3’, 88’ Alba 62’ Torres |

| Arbitro: | Pedro Proença |

|                                                                            |           |  |
| Hernández 2’, 24’, 45+1’, 67’ (rig.) Perez 27’ Lodeiro 61’ Suárez 82’, 90’ | Marcatori |  |

### Fase a eliminazione diretta

#### Tabellone
|  | Semifinali   | Semifinali   | Semifinali |        |         | Finale          | Finale          | Finale          |  |
|  |              |              |            |        |         |                 |                 |                 |  |
|  | Brasile      | Brasile      | 2          |        |         |                 |                 |                 |  |
|  | Brasile      | Brasile      | 2          |        |         |                 |                 |                 |  |
|  | Uruguay      | Uruguay      | 1          |        |         |                 |                 |                 |  |
|  | Uruguay      | Uruguay      | 1          |        | Brasile | Brasile         | 3               |                 |  |
|  |              |              |            |        | Brasile | Brasile         | 3               |                 |  |
|  |              |              | Spagna     | Spagna | 0       |                 |                 |                 |  |
|  | Spagna (dtr) | Spagna (dtr) | Spagna     | Spagna | 0       | 0 (7)           |                 |                 |  |
|  | Spagna (dtr) | Spagna (dtr) |            |        |         | 0 (7)           |                 |                 |  |
|  | Italia       | Italia       | 0 (6)      |        |         | Finale 3º posto | Finale 3º posto | Finale 3º posto |  |
|  | Italia       | Italia       | 0 (6)      |        |         |                 |                 |                 |  |
|  |              |              |            |        |         |                 |                 |                 |  |
|  |              |              |            |        |         | Uruguay         | Uruguay         | 2 (2)           |  |
|  |              |              |            |        |         | Uruguay         | Uruguay         | 2 (2)           |  |
|  |              |              |            |        |         | Italia (dtr)    | Italia (dtr)    | 2 (3)           |  |

#### Semifinali
| Arbitro: | Enrique Osses |

|                       |           |            |
| Fred 41’ Paulinho 86’ | Marcatori | 48’ Cavani |

| Arbitro: | Howard Webb |

|                                              |                      |                                                             |
| Xavi Iniesta Piqué Ramos Mata Busquets Navas | Tiri di rigore 7 – 6 | Candreva Aquilani De Rossi Giovinco Pirlo Montolivo Bonucci |

#### Finale 3º posto
| Arbitro: | Djamel Haimoudi |

|                                      |                      |                                             |
| Cavani 58’, 78’                      | Marcatori            | 24’ Astori 73’ Diamanti                     |
| Forlán Cavani Suárez Cáceres Gargano | Tiri di rigore 2 – 3 | Aquilani El Shaarawy De Sciglio Giaccherini |

#### Finale
| Arbitro: | Björn Kuipers |

|                         |           |  |
| Fred 2’, 47’ Neymar 44’ | Marcatori |  |

## Classifica marcatori
5 reti
- Fernando Torres
- Fred

4 reti
- Neymar
- Abel Hernández (1 rig)

3 reti
- Javier Hernández (1 rig)
- Nnamdi Oduamadi
- David Villa
- Edinson Cavani
- Luis Suárez

2 reti
- Jô
- Paulinho
- Shinji Okazaki
- Mario Balotelli (1 rig)
- Jordi Alba

1 rete
- David Silva
- Dante
- Keisuke Honda (1 rig.)
- Shinji Kagawa
- Davide Astori
- Giorgio Chiellini
- Daniele De Rossi

- Alessandro Diamanti
- Emanuele Giaccherini
- Sebastian Giovinco
- Andrea Pirlo
- Uwa Elderson Echiéjilé
- John Obi Mikel
- Juan Mata

- Pedro
- Roberto Soldado
- Jonathan Tehau
- Diego Forlán
- Nicolás Lodeiro
- Diego Lugano
- Diego Pérez

Autoreti
- Jonathan Tehau (1 pro Nigeria, per il momentaneo 4-1)
- Nicolas Vallar (1 pro Nigeria, per il momentaneo 1-0)
- Atsuto Uchida (1 pro Italia, per il momentaneo 2-2)

## Primati

### Squadre
- Maggior numero di partite vinte: 5 (Brasile)
- Minor numero di partite vinte: 0 (Giappone, Tahiti)
- Minor numero di partite perse: 0 (Brasile)
- Maggior numero di partite perse: 3 (Giappone, Tahiti)
- Maggior numero di reti segnate: 15 (Spagna)
- Minor numero di reti subite: 3 (Brasile)
- Minor numero di reti segnate: 1 (Tahiti)
- Maggior numero di reti subite: 24 (Tahiti)
- Miglior differenza reti (Ai gironi): +14 (Spagna)
- Peggior differenza reti (Ai gironi): -23 (Tahiti)
- Maggior numero di giocatori andati a segno: 8 (Italia)[12]
- Maggior numero di autoreti: 2 (Tahiti)
- Maggior numero di autoreti a favore: 2 (Nigeria)

### Partite
- Partita con più reti segnate: Spagna - Tahiti 10-0 (10)
- Partita con maggiore scarto di reti: Spagna - Tahiti 10-0 (10)
- Partita con meno reti segnate: Spagna - Italia 0-0 (0)
- Partita con minor scarto di reti: Italia - Giappone 4-3, Italia - Messico 2-1, Messico - Giappone 2-1, Uruguay - Nigeria 2-1, Spagna - Uruguay 2-1 (1)
- Partita con più espulsioni: Uruguay - Tahiti 8-0 (2, 1 per squadra)
- Partita con più calci di rigore: Italia - Giappone 4-3 (2, entrambi realizzati), Uruguay - Tahiti 8-0 (2, 1 realizzato)
- Partita con più autoreti: Nigeria - Tahiti 6-1 (2 autoreti)

### Giocatori
- Maggior numero di minuti in campo: Buffon, Chiellini (510' a testa)[13]
- Maggior numero di ammonizioni ricevute: De Rossi (3)
- Maggior numero di espulsioni ricevute: Ludivion, Montolivo (per somma di gialli), Piqué, Scotti (diretto) (1)
- Maggior numero di ingressi da subentrante: Hernanes (5)
- Maggior numero di sostituzioni effettuate: Hulk (5)

## Premi
Nella tabella vengono riportati tutti i premi assegnati nel torneo: Torres si aggiudica la Scarpa d'oro poiché, a parità di gol (5) e di assist (1) con Fred, ha giocato di meno (273 minuti contro 423)
| Pallone d'Oro:     | Scarpa d'Oro:     | Guanto d'Oro: | Premio Fair Play: |
| ------------------ | ----------------- | ------------- | ----------------- |
| Neymar             | Fernando Torres   | Júlio César   | Spagna            |
| Pallone d'Argento: | Scarpa d'Argento: |               |                   |
| Andrés Iniesta     | Fred              |               |                   |
| Pallone di Bronzo: | Scarpa di Bronzo: |               |                   |
| Paulinho           | Neymar            |               |                   |

## Il pallone ufficiale

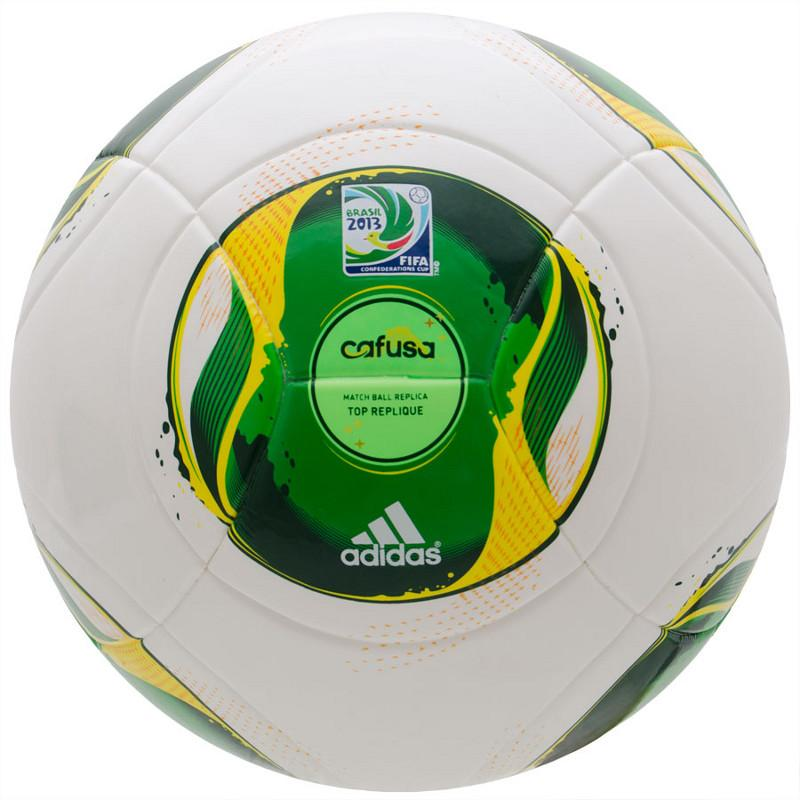
Adidas Cafusa, pallone ufficiale del torneo

Il pallone ufficiale utilizzato nel torneo è prodotto da Adidas ed è stato presentato durante il sorteggio per la competizione. È chiamato "Cafusa" (pronuncia: kaˈfuˈza), una parola composta dalla parola Carnaval (il Carnevale brasiliano), Futebol (Il Calcio) e Samba. L'ex capitano del Brasile Cafu è stato invitato a presentare ufficialmente il pallone.

## Montepremi
Il montepremi totale alla FIFA Confederations Cup Brasile 2013 è incrementato del 14% rispetto alla precedente edizione in Sudafrica nel 2009. In totale 20 milioni di dollari di montepremi sono stati condivisi tra le otto nazioni partecipanti.
Il Brasile campione ha ottenuto 4,1 milioni di dollari. La Spagna, seconda classificata, ha incassato 3,6 milioni di dollari. L'Italia, vincitrice della finale per il terzo posto, ha guadagnato 3 milioni di dollari, mentre l'Uruguay ha incassato 2,5 milioni di dollari. Infine le squadre eliminate durante la fase a gironi classificatesi al quinto, sesto, settimo e ottavo posto hanno ricevuto ciascuna 1,7 milioni di dollari.
| Posizione                 | Posizione in classifica     | Montepremi (USD) |
| ------------------------- | --------------------------- | ---------------- |
| Finale                    | Vincitore                   | $4,1 milioni     |
| Finale                    | Secondo posto               | $3,6 milioni     |
| Finale per il terzo posto | Terzo posto                 | $3 milioni       |
| Finale per il terzo posto | Quarto posto                | $2,5 milioni     |
| Fase a gironi             | Dal quinto all'ottavo posto | $1,7 milioni     |

## Proteste

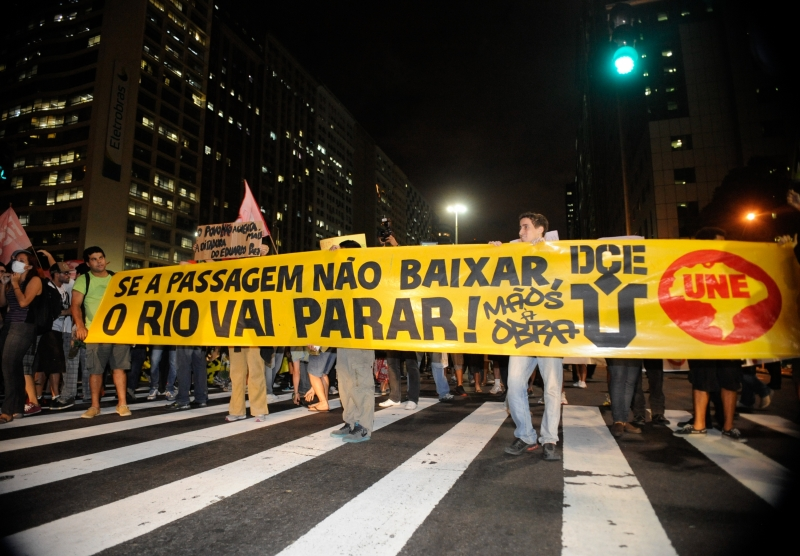
I manifestanti per le strade di Rio de Janeiro. Il loro slogan si può tradurre in "Se il biglietto dell'autobus non scende, Rio si fermerà!"

Prima della cerimonia di apertura allo Stadio Nazionale di Brasilia, il 15 giugno, delle manifestazioni hanno avuto luogo al di fuori dello stadio, organizzato da persone contrarie alla grande quantità di denaro pubblico speso per consentire le infrastrutture della Coppa del Mondo del 2014 e delle Olimpiadi estive del 2016 che si terranno a Rio de Janeiro. La polizia ha usato gas lacrimogeni e spray al peperoncino per sedare la protesta.
Le manifestazioni sono state parte di una più ampia sommossa nelle principali città brasiliane, inizialmente innescate dall'aumento dei prezzi dei biglietti per i mezzi pubblici, ma in seguito anche per esprimere profondo dissenso per la gestione finanziaria del paese da parte della classe dirigente. Il presidente brasiliano Dilma Rousseff e il presidente della FIFA Joseph Blatter sono stati pesantemente fischiati durante l'annuncio di apertura del torneo. Altre proteste hanno avuto luogo il giorno seguente prima della partita tra il Messico e l'Italia a Rio de Janeiro. Blatter ha inoltre detto che i manifestanti "non dovrebbero usare il calcio per far ascoltare le loro richieste", e che la spesa pubblica per mettere in scena le varie manifestazioni è avvenuta su "elementi per il futuro, non solo per la Coppa del Mondo".
Mentre le proteste hanno continuato ad intensificarsi nel corso della settimana, con una partecipazione di oltre un milione di persone, i media brasiliani hanno riferito che la FIFA stava trattando con le squadre del torneo per tenerle in Brasile e che il torneo poteva essere annullato. Tuttavia, in una dichiarazione la FIFA, il 21 giugno, ha insistito sul fatto che "ad oggi, né la FIFA né il comitato organizzatore locale hanno mai discusso della possibilità di annullare la FIFA Confederations Cup".